# Sophronica bituberosa
Sophronica bituberosa là một loài bọ cánh cứng trong họ Cerambycidae.